# Shékere

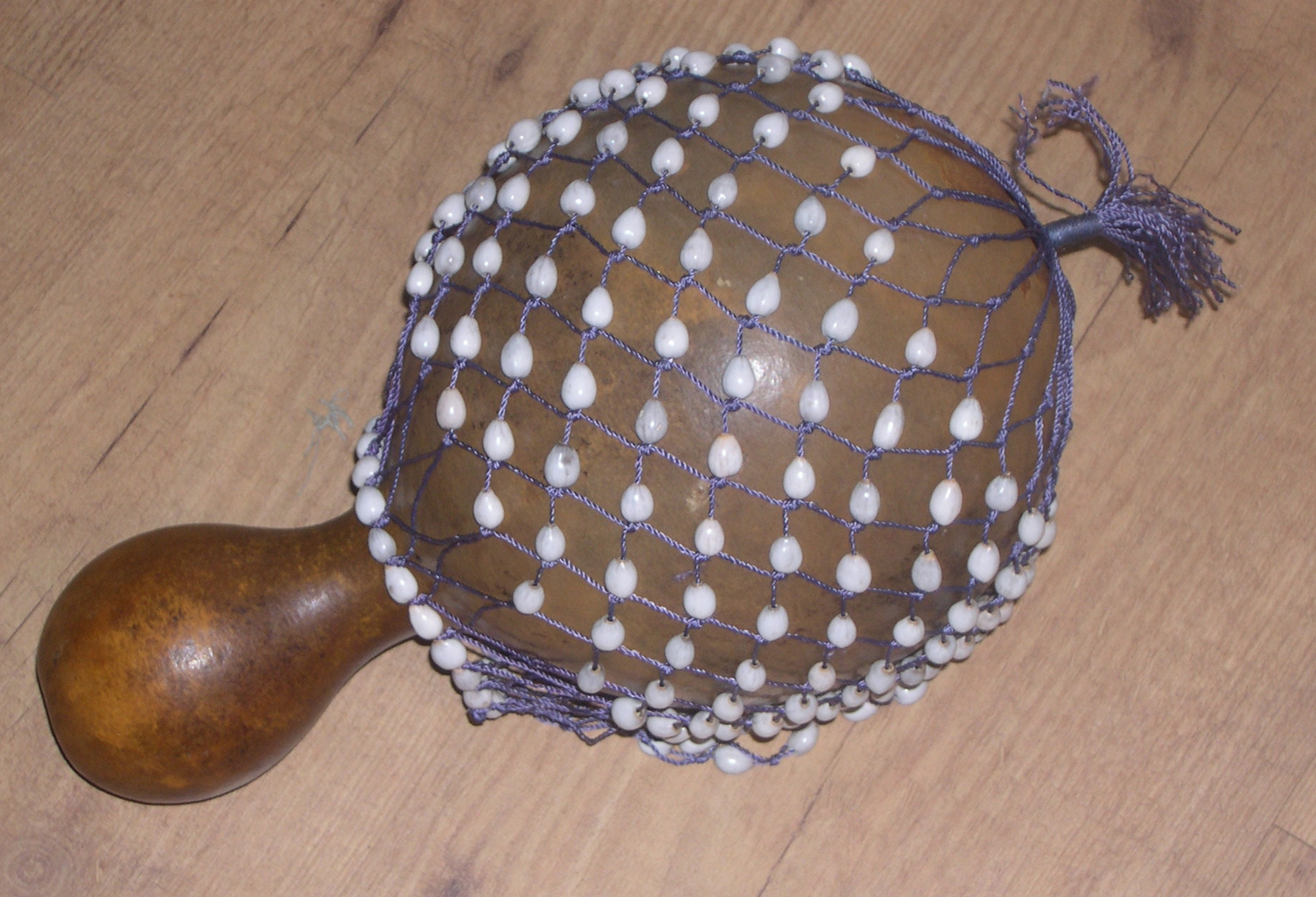
Westafrikanische Shékere

Die Shékere oder Chekere ist eine afroamerikanische Rassel aus Westafrika, die sich in mehreren Ländern Mittel- und Südamerikas verbreitet hat und von der es diverse Varianten und unterschiedliche Bezeichnungen gibt. 
Der Korpus besteht aus einer Kalebasse, einer entleerten, trockenen und harten Kürbisfrucht, die als Klangkörper dient und um die ein Netz aus Samen, Perlen, Kaurischnecken oder Plastikkugeln gespannt ist. Bei der afrikanischen Variante ist dieses Netz unten geschlossen, während in der kubanischen Version der Boden offen bleibt, um als Schlagfläche zu dienen und bei der brasilianischen wiederum das Netz ganz offen ist. Bei der Shékere ist der Hals der Kalebasse entfernt, was sie von der mit ihr verwandten Axatse unterscheidet, die kleiner ist und deren Hals nicht abgeschnitten ist. Statt des Flaschenkürbisses werden auch industriell aus Fiberglas gefertigte Stücke angeboten.
Es gibt folgende Varianten:
- Shékere (kubanische Musik)
- Xequerê bzw. Afoxé  (brasilianische Musik)
- Xequebúm (brasilianische Musik, große Variante)
- Agbe (Nigeria)